# Prosena (distrikt i Bulgarien)
Prosena (bulgariska: Просена) är ett distrikt i Bulgarien.   Det ligger i kommunen Obsjtina Ruse och regionen Ruse, i den nordöstra delen av landet, 260 km nordost om huvudstaden Sofia.
Trakten runt Prosena består till största delen av jordbruksmark. Runt Prosena är det ganska tätbefolkat, med 75 invånare per kvadratkilometer.